# MBLAQ
MBLAQ (Hangul: 엠블랙, MBLAQ steht kurz für „Music Boys Live In Absolute Quality“) ist eine fünfköpfige südkoreanische Boygroup der zweiten K-Pop-Generation. Sie debütierten im Oktober 2009 bei J.Tune, dem Label des Sängers Rain.

## Bandgeschichte
Anfang Oktober 2009 hörte man das erste Mal von Rains erster Produktion unter J.Tunes. Die fünfköpfige Gruppe, MBLAQ, stand kurz vor ihrem Debüt Mitte Oktober 2009.
Fünf Tage nach ihrer ersten Bühnenerfahrung wurden das Musikvideo und die erste EP Just Blaq veröffentlicht. Noch bevor sie einen Tag später, am 15. Oktober 2009, ihr offizielles Debüt in der Musiksendung M!Countdown gaben, erreichte ihr Album in zahlreichen On- und Offline-Charts Nummer 1.
MBLAQ begannen mit diversen Livesongs in Radioshows aufzutreten und kurz darauf wurde auch ihre erste Dokumentation Art Of Seduction ausgestrahlt, in der sie nicht nur bei ihrem Alltag als angehende Stars begleitet wurden, sondern auch Missionen erfüllen mussten. Unter anderem mussten sie sich auf die Suche nach einem Sponsor machen.
Ende November 2009 bekam die Fangemeinde von MBLAQ ihren offiziellen Namen: „A+“ – aufgrund der Tatsache, dass alle Mitglieder die gleiche Blutgruppe haben (in Asien sagt man Menschen gewisse Eigenschaften aufgrund ihrer Blutgruppe nach, ähnlich wie bei uns den Sternzeichen). Auch in Übersee stieg die Nachfrage. Am 6. Dezember 2009 hielt Rain ein Fanmeeting in Japan ab, zu dem er MBLAQ mitnahm und den japanischen K-Pop-Fans vorstellte. Neben den Songs ihres Albums sangen sie auch „Oh Yeah“ auf Japanisch. Außerdem wurden sie vier Tage von Mnet Japan begleitet und für eine im Januar 2010 startende Dokumentationsreihe gefilmt. Diese wird die Eindrücke und Erfahrungen koreanischer Popstars in Japan zeigen. Am 11. Dezember 2009 veröffentlichte die Gruppe ihre zweite Single G.O.O.D. Luv mit dem dazugehörigen Musikvideo.
Am 16. Mai 2010 veröffentlichten MBLAQ ihre EP „Y“, die fünf neue Songs und zwei Instrumentalversionen enthält. Am 19. Januar 2011 wurde das erste Studioalben Blaq Style veröffentlicht. 2012 folgte eine Compilation für den japanischen Markt mit dem Titel BLAQ Memories. Ihre fünfte EP veröffentlichten sie mit Sexy Beat 2013.

## Mitglieder
Seungho
- Name: Yang Seung-ho (양승호)
- Geburtsdatum: 16. Oktober 1987[3]

Bis zu seinem Debüt bei J. Tune ging er auf die Filmhochschule, um Schauspieler zu werden.
G.O.
- Name: Jung Byung-hee (정병희)
- Geburtsdatum: 6. November 1987[5]

G.O. debütierte bereits unter TY Entertainment mit der Projektgruppe „Tykeys“.
Mir
- Name: Bang Cheol-yong (방철용)
- Geburtsdatum: 10. März 1991

Seine Schwester, Ko Euna, ist Schauspielerin.
Lee Joon
- Name: Lee Chang-sun (이창선)
- Geburtsdatum: 7. Februar 1988[6]

Zusammen mit Rain drehte er in Berlin Ninja Assassin. Joon spielt in dem Film die jüngere Version des Raizo, der als Erwachsener von Rain dargestellt wird. Er war in dem Mini-Drama-Sequel Jungle Fish 2 und in dem Drama Housewife Kim Kwang-ja's New Activity zu sehen.
Cheondung/Thunder
- Name: Park Sang-hyun (박상현)
- Geburtsdatum: 7. Oktober 1990[10]

Als Trainee bei J-Tune war Cheondung eigentlich nicht als Mitglied für MBLAQ gedacht.Cheondung unterzeichnete kurz nach dem Debüt der Band einen Vertrag mit Cafe Mori und war in einem Werbespot mit den Wonder Girls zu sehen. Er ist der Bruder von Sandara Park, Mitglied der ehemaligen südkoreanischen Girlgroup 2NE1.

## Diskografie

### Studioalben
| Jahr | Titel      | Höchstplatzierung, Gesamtwochen, AuszeichnungChartsChartplatzierungen (Jahr, Titel, Platzierungen, Wochen, Auszeichnungen, Anmerkungen) | Anmerkungen                           |
| Jahr | Titel      | KR | Anmerkungen                           |
| ---- | ---------- | --- | ------------------------------------- |
| 2011 | BLAQ Style | KR2 (19 Wo.)KR | Erstveröffentlichung: 10. Januar 2011 |

### Kompilationen
| Jahr | Titel                      | Höchstplatzierung, Gesamtwochen, AuszeichnungChartplatzierungen (Jahr, Titel, Platzierungen, Wochen, Auszeichnungen, Anmerkungen) | Höchstplatzierung, Gesamtwochen, AuszeichnungChartplatzierungen (Jahr, Titel, Platzierungen, Wochen, Auszeichnungen, Anmerkungen) | Anmerkungen                           |
| Jahr | Titel                      | KR | JP | Anmerkungen                           |
| ---- | -------------------------- | --- | --- | ------------------------------------- |
| 2010 | MBLAQ Taiwan Special Album | — | — | Erstveröffentlichung: 11. August 2010 |
| 2012 | BLAQ Memories              | — | JP18 (2 Wo.)JP | Erstveröffentlichung: 7. März 2012    |

### EPs
| Jahr | Titel     | Höchstplatzierung, Gesamtwochen, AuszeichnungChartsChartplatzierungen (Jahr, Titel, Platzierungen, Wochen, Auszeichnungen, Anmerkungen) | Anmerkungen                                                       |
| Jahr | Titel     | KR | Anmerkungen                                                       |
| ---- | --------- | --- | ----------------------------------------------------------------- |
| 2009 | Just BLAQ | KR6 (28 Wo.)KR | Erstveröffentlichung: 14. Oktober 2009 Chartplatzierungen ab 2010 |
| 2010 | Y         | KR3 (24 Wo.)KR | Erstveröffentlichung: 17. Mai 2010                                |
| 2011 | Mona Lisa | KR1 (18 Wo.)KR | Erstveröffentlichung: 12. Juli 2011                               |
| 2012 | 100% Ver. | KR1 (8 Wo.)KR | Erstveröffentlichung: 10. Januar 2012                             |
| 2013 | Sexy Beat | KR1 (6 Wo.)KR | Erstveröffentlichung: 14. Juni 2013                               |
| 2014 | Broken    | KR1 (4 Wo.)KR | Erstveröffentlichung: 24. März 2014                               |
| 2014 | Winter    | KR5 (3 Wo.)KR | Erstveröffentlichung: 25. November 2014                           |
| 2015 | Mirror    | KR6 (5 Wo.)KR | Erstveröffentlichung: 9. Juni 2015                                |

grau schraffiert: keine Chartdaten aus diesem Jahr verfügbar

### Singles
| Jahr                   | Titel Album                                                   | Höchstplatzierung, Gesamtwochen, AuszeichnungChartplatzierungen (Jahr, Titel, Album, Platzierungen, Wochen, Auszeichnungen, Anmerkungen) | Höchstplatzierung, Gesamtwochen, AuszeichnungChartplatzierungen (Jahr, Titel, Album, Platzierungen, Wochen, Auszeichnungen, Anmerkungen) | Anmerkungen                            |
| Jahr                   | Titel Album                                                   | KR | JP | Anmerkungen                            |
| ---------------------- | ------------------------------------------------------------- | --- | --- | -------------------------------------- |
| Südkoreanische Singles |                                                               | | |                                        |
|                        |                                                               | | |                                        |
| 2009                   | Oh Yeah Just BLAQ                                             | — | — | Erstveröffentlichung: 2009             |
| 2009                   | G.O.O.D luv Just BLAQ                                         | — | — | Erstveröffentlichung: 2009             |
| 2010                   | Y                                                             | KR5 (13 Wo.)KR | — | Erstveröffentlichung: 2010             |
| 2011                   | Cry BLAQ Style                                                | KR20 (5 Wo.)KR | — | Erstveröffentlichung: 2011             |
| 2011                   | Stay BLAQ Style                                               | KR16 (9 Wo.)KR | — | Erstveröffentlichung: 2011             |
| 2011                   | Again (다시) BLAQ Style – 3D Edition                          | KR23 (4 Wo.)KR | — | Erstveröffentlichung: 2011             |
| 2011                   | Mona Lisa                                                     | KR8 (10 Wo.)KR | — | Erstveröffentlichung: 2011             |
| 2011                   | You & I –                                                     | KR55 (3 Wo.)KR | — | Erstveröffentlichung: 2011             |
| 2011                   | White Forever –                                               | KR44 (2 Wo.)KR | — | Erstveröffentlichung: 2011             |
| 2012                   | Scribble 100% Ver.                                            | KR8 (5 Wo.)KR | — | Erstveröffentlichung: 2012             |
| 2012                   | This Is War 100% Ver.                                         | KR6 (10 Wo.)KR | — | Erstveröffentlichung: 2012             |
| 2012                   | 100% BLAQ% Ver.                                               | KR30 (2 Wo.)KR | — | Erstveröffentlichung: 2012             |
| 2013                   | Smoky Girl Sexy Beat                                          | KR18 (5 Wo.)KR | — | Erstveröffentlichung: 2013             |
| 2013                   | No Love Love Beat                                             | KR40 (1 Wo.)KR | — | Erstveröffentlichung: 2013             |
| 2014                   | Our Relationship (우리 사이) Broken                           | KR39 (1 Wo.)KR | — | Erstveröffentlichung: 2014             |
| 2014                   | Be a Man (남자답게) Broken                                    | KR19 (3 Wo.)KR | — | Erstveröffentlichung: 2014             |
| 2014                   | Spring, Summer, Autumn and... (봄 여름 가을 그리고...) Winter | KR60 (1 Wo.)KR | — | Erstveröffentlichung: 2014             |
| 2015                   | Mirror                                                        | KR80 (1 Wo.)KR | — | Erstveröffentlichung: 2015             |
| Japanische Singles     |                                                               | | |                                        |
|                        |                                                               | | |                                        |
| 2011                   | Your Luv –                                                    | — | JP2 (12 Wo.)JP | Erstveröffentlichung: 4. Mai 2011      |
| 2011                   | Baby U! –                                                     | — | JP2 (4 Wo.)JP | Erstveröffentlichung: 26. Oktober 2011 |
| 2013                   | Mona Lisa –                                                   | — | JP15 (4 Wo.)JP | Erstveröffentlichung: 2013             |
| 2014                   | Still in Love –                                               | — | JP14 (4 Wo.)JP | Erstveröffentlichung: 2014             |

grau schraffiert: keine Chartdaten aus diesem Jahr verfügbar

## Musikvideos
| Jahr | Titel         | Album      |
| ---- | ------------- | ---------- |
| 2009 | Oh Yeah       | Just BLAQ  |
| 2009 | G.O.O.D Luv   | Just BLAQ  |
| 2010 | Y             | Y          |
| 2011 | Cry           | BLAQ Style |
| 2011 | Stay          | BLAQ Style |
| 2011 | Your Luv      | /          |
| 2011 | Mona Lisa     | Mona Lisa  |
| 2011 | Baby U        | /          |
| 2011 | White Forever | /          |
| 2012 | It’s War      | 100 % Ver. |
| 2013 | Smoky Girl    | Sexy Beat  |
| 2014 | Be a man      | Broken     |

## Shows
- 2009: MBLAQ Idol Army 16 Episoden
- 2011: MBLAQ goes to school 5 Episoden
- 2011: MBLAQ’s Sesam Player 13 Episoden
- 2012: Hello Baby MBLAQ 12 Episoden